# 천안남산초등학교

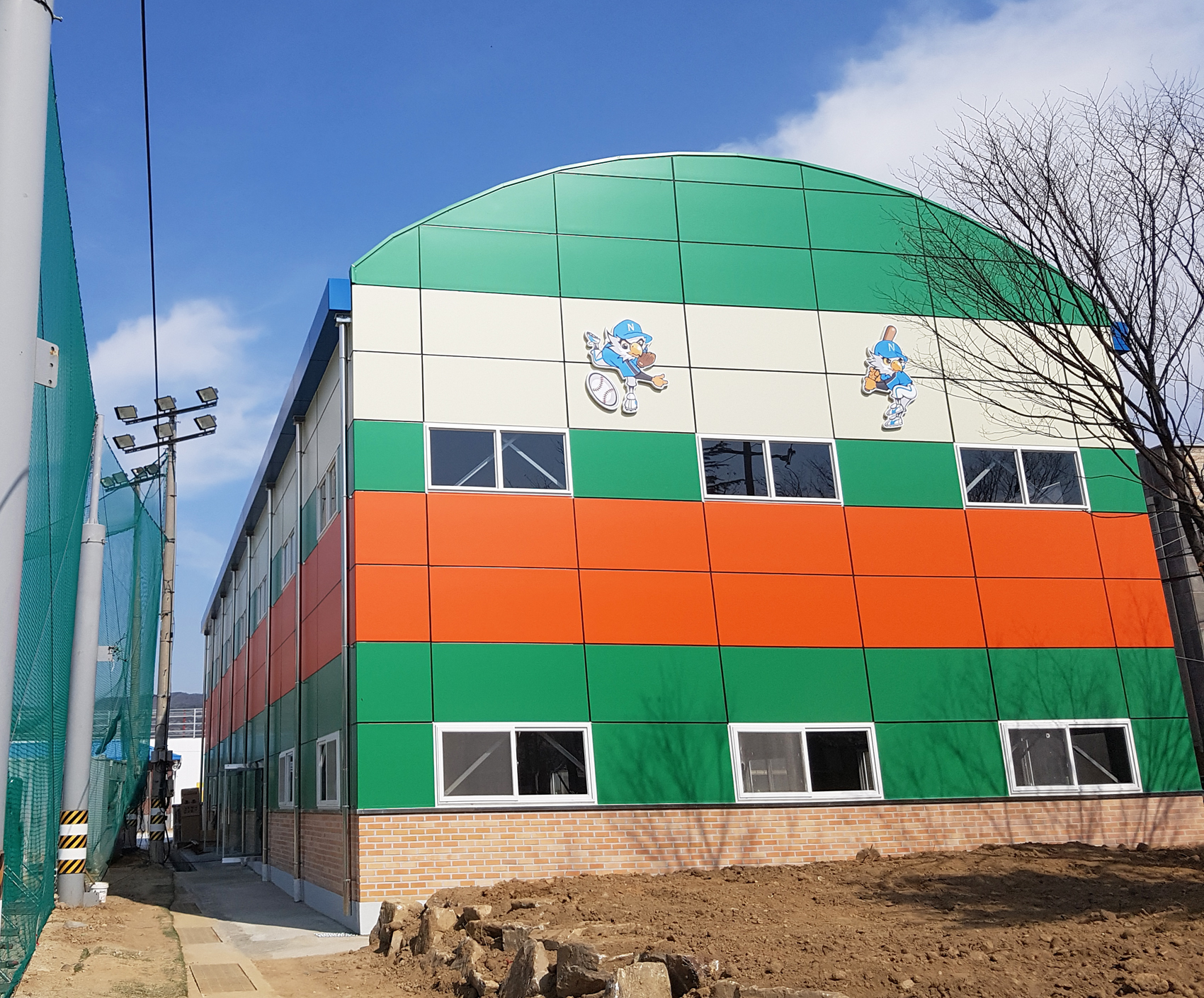
천안남산초등학교 야구부 실내훈련장

천안남산초등학교는 대한민국 충청남도 천안시 동남구에 있는 공립 초등학교이다.

## 학교 연혁
- 1944년 9월 1일: 설립인가
- 1944년 10월 1일: 개교
- 1946년 3월 1일: 천안제2공립국민학교로 개칭
- 1950년 6월 1일: 천안제2국민학교로 개칭
- 1956년 4월 1일: 천안남산국민학교로 개칭
- 1967년 3월 1일: 청수국민학교 분리(9학급)
- 1983년 9월 1일: 구성국민학교 분리(13학급)
- 1985년 9월 10일: 병설유치원 개원
- 1996년 3월 1일: 천안남산초등학교로 개칭
- 2018년 2월 14일: 제72회 104명 졸업
- 2018년 3월 1일: 21학급(특수 1학급) 편성, 병설유치원 3학급

## 참고 자료
- 천안남산초등학교 - 한국교육학술정보원 학교알리미